# Peter Johann Nepomuk Geiger

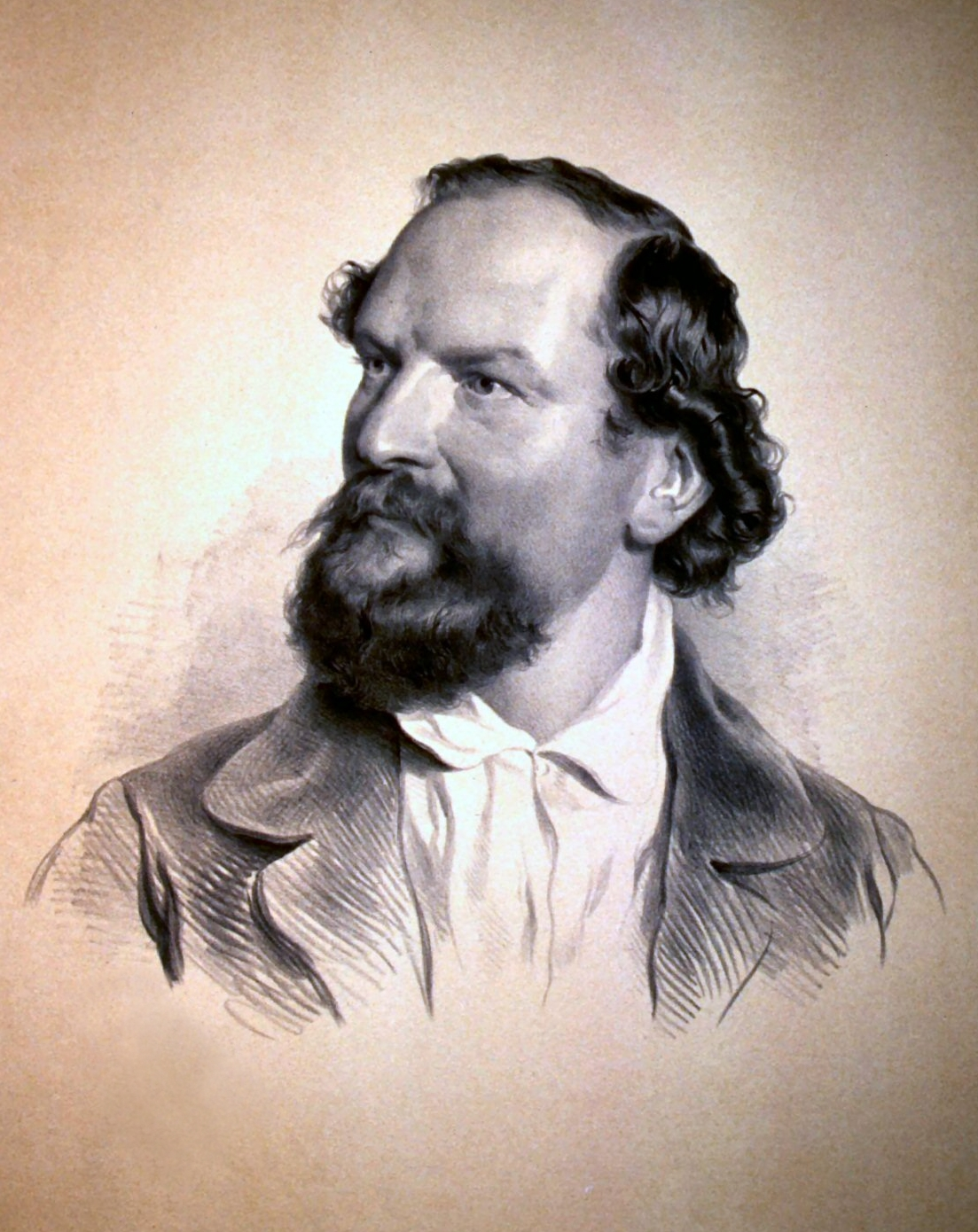
Peter Johann Nepomuk Geiger, Lithographie von Josef Kriehuber, 1852

Peter Johann Nepomuk Geiger (* 11. Januar 1805 in Wien; † 29. Oktober 1880 ebenda) war ein österreichischer Illustrator, Maler, Original-Lithograf und -Radierer, Schnitzer und Zeichner.

## Leben
Geiger war der Sohn des Wiener Bildhauers Joseph Geiger (1781–1814), und dessen Frau Antonia Geiger. Er war vermutlich zunächst ein Schüler oder Gehilfe seines Vaters, durch dessen frühen Tod er sich seinen Lebensunterhalt mit Kunstschnitzereien verdienen musste. Er stellte insbesondere figürliche Dekors von Tabakpfeifen aus Meerschaum her. Ein sehr großes Exemplar mit mehr als 80 Figuren von der Darstellung der Zerstörung Trojas ging in englischen Privatbesitz über. Er wandte sich jedoch bald dem Zeichnen und Malen zu, das er überwiegend autodidaktisch erlernt hatte und besuchte die Kunstakademie.
Der Verleger Anton Zieglers beauftragte ihn mit der Herstellung von lithographisch vervielfältigten Federzeichnungen zu seinem Werk Vaterländische Immortellen aus dem Gebiete der österreichischen Geschichte, die in 96 Blättern in den Jahren 1838 bis 1840 herausgegeben wurden und zu  und zu Zieglers Memorabilien des In- und Auslandes, die ab 1840 veröffentlicht wurden. Bis 1848 folgte eine große Anzahl anderer Illustrationen, beispielsweise für die Geschichte Ungarns und Siebenbürgens von Gusztáv Wenzel oder Dichterwerke, wie die Übersetzung Eduard von Bauernfelds Übersetzung der Romane von Charles Dickens. Er schuf aber auch erotische Aquarelle sowie mehrere Ölbilder für Mitglieder des kaiserlichen Hauses.
1847 erhielt Geiger von Erzherzog Franz Joseph den Auftrag Aquarelle zur Schlacht bei Lützen und dem Kampf am Iselberge anzufertigen. Im Jahr 1850 begleitete Erzherzog Ferdinand Maximilian von Österreich auf dessen Orientreise und verwendete nach seiner Rückkehr viele seiner Eindrücke für seine Werke (einige Gemälde kamen ins Schloss Miramare).

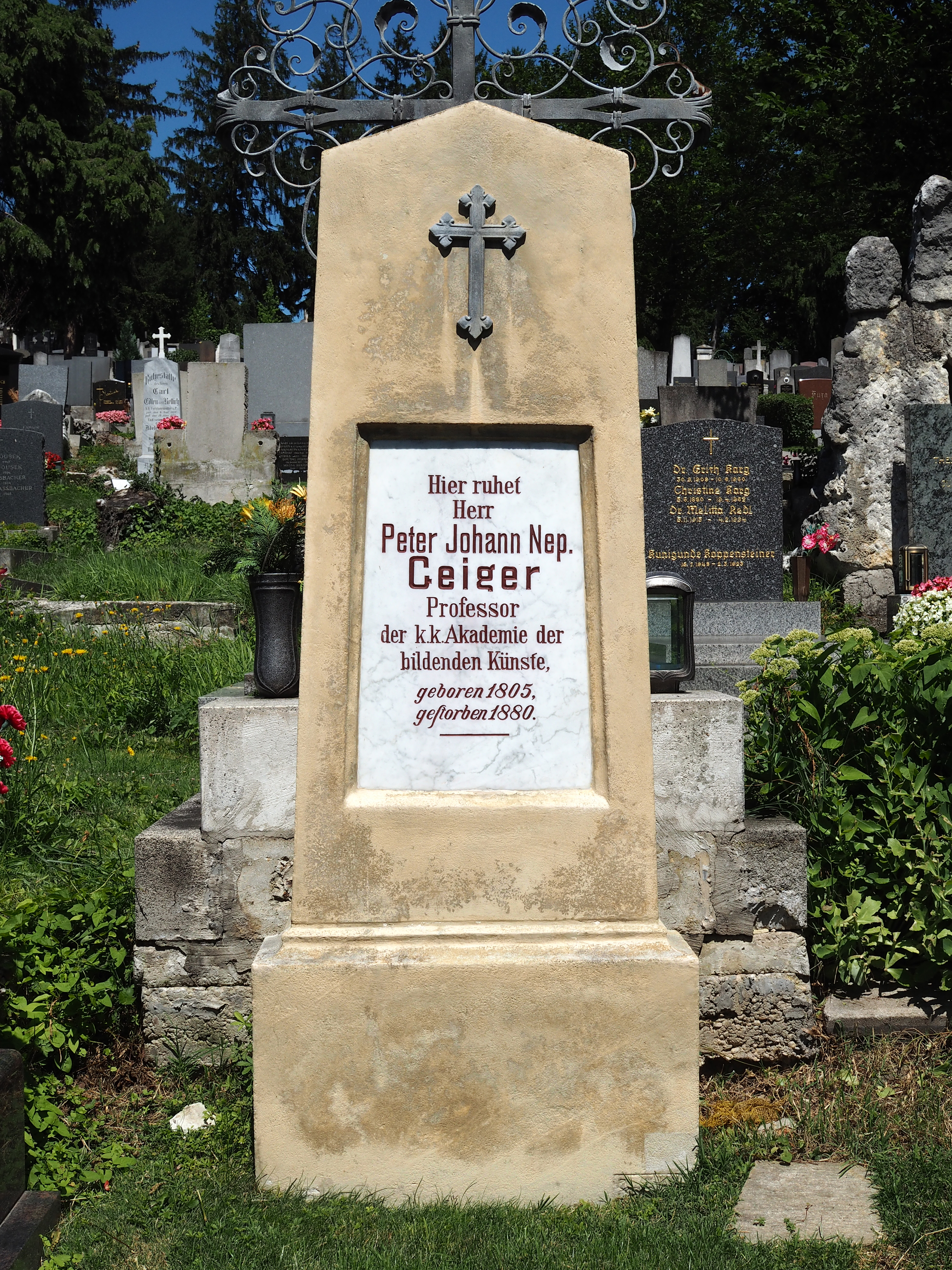
Grab Peter Johann Nepomuk Geigers (Hütteldorfer Friedhof)

Seit 1843 war er Mitglied der Akademie der bildenden Künste Wien, fungierte von 1844 bis 1850 dort als Korrektor, 1846 wurde Professorsadjunct der Elementarzeichnungsschule, erhielt 1849 den Titel eines außerordentlichen Professors, war von 1850 bis 1852 Lehrer an der Elementarzeichnungs- und Modellierschule. Geiger wurde 1853 zum Professor der Akademie ernannt, mit der Leitung des Studiums bei dem Abendmodell betraut und 1872 pensioniert.
Für den kaiserlichen Hof schuf Geiger mehrere Werke; so fertigte er für Erzherzog Ferdinand Max einen Zyklus von Darstellungen aus den Werken von Johann Wolfgang von Goethe, Friedrich Schiller und William Shakespeare und für Erzherzog Karl Ludwig von Österreich mehrere Genrebilder aus dem orientalischen Leben. Er war 1859 Vorstand der 1846 gegründeten „Gesellschaft ausübender bildender Künstler und Kunstfreunde“ und August Sicard von Sicardsburg war sein Stellvertreter.
Geiger war mit Theresia Elisabeth (geborene Kornhäusl) verheiratet. Seine letzte Ruhestätte fand Geiger in einem ehrenhalber gewidmeten Grab auf dem Hütteldorfer Friedhof in Wien.

## Auszeichnungen (Auswahl)
- Ritter des Franz-Joseph-Ordens
- Ritter des päpstlichen St. Gregor Ordens
- Ritter des mexikanischen Guadalupe-Ordens[5]

## Werke

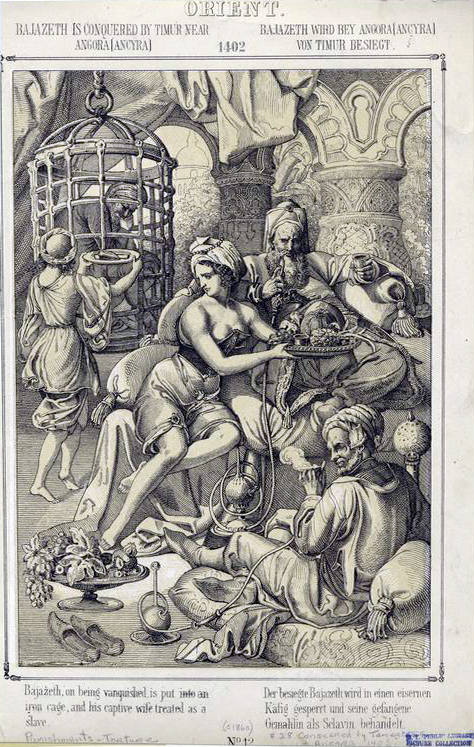
Bajazeth wird in einen eisernen Käfig gesperrt, seine gefangene Gemahlin als Sklavin behandelt

- Bilder aus Geschichte und Sage des Erzherzogthums Oesterreich
- Die Schlacht bei Lützen
- Kampf der Tiroler unter Andreas Hofer oder Kampf am Iselberge
- Der Gratulant, Selbstporträt
- Maria Theresia übergibt Sonnenfels den unterzeichneten Befehl zur Abschaffung der Tortur (1877 in der Ausstellung der k-k. Akademie)
- Aquarellzyklus aus der Geschichte des Hauses Czernin von Chudenic
- Folge von 25 Bildern aus dem Leben der Erzherzogin Sophie
- Zyklus zu Grillparzers Dramen
- Titelvignetten zu Adalbert Stifters Studien
- Joseph von Bülow: Memorabilien aus der Europäischen Geschichte für anziehende Weltbegebenheiten, ausgezeichnete Grossthaten, Würdigung der Verdienste von berühmten Männern etc. Aus mehreren Jahrhunderten gesammelt. 2 Bände. Mit insgesamt 96 getönten Federlithographien von Johann Nepomuk Geiger auf Tafeln, New York (1860)

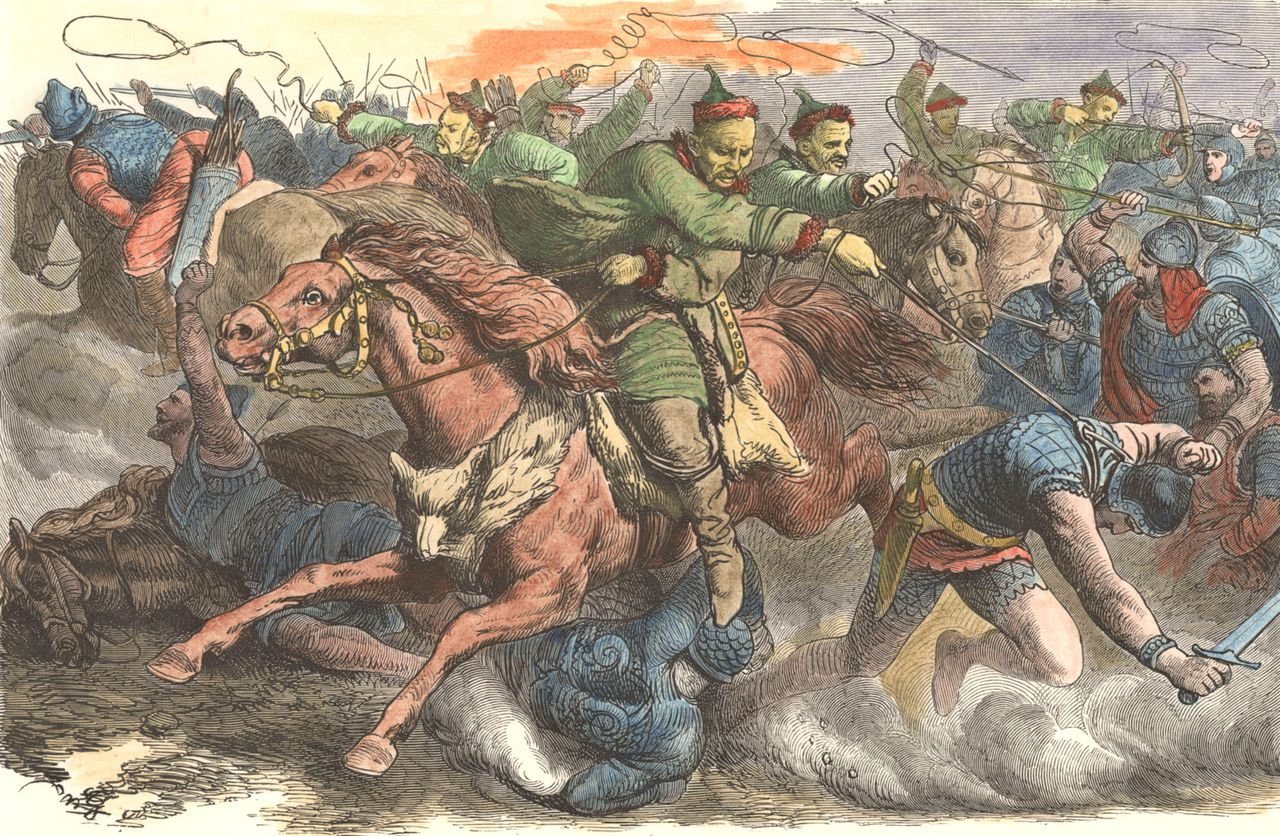
Die Hunnen im Kampf mit den Alanen
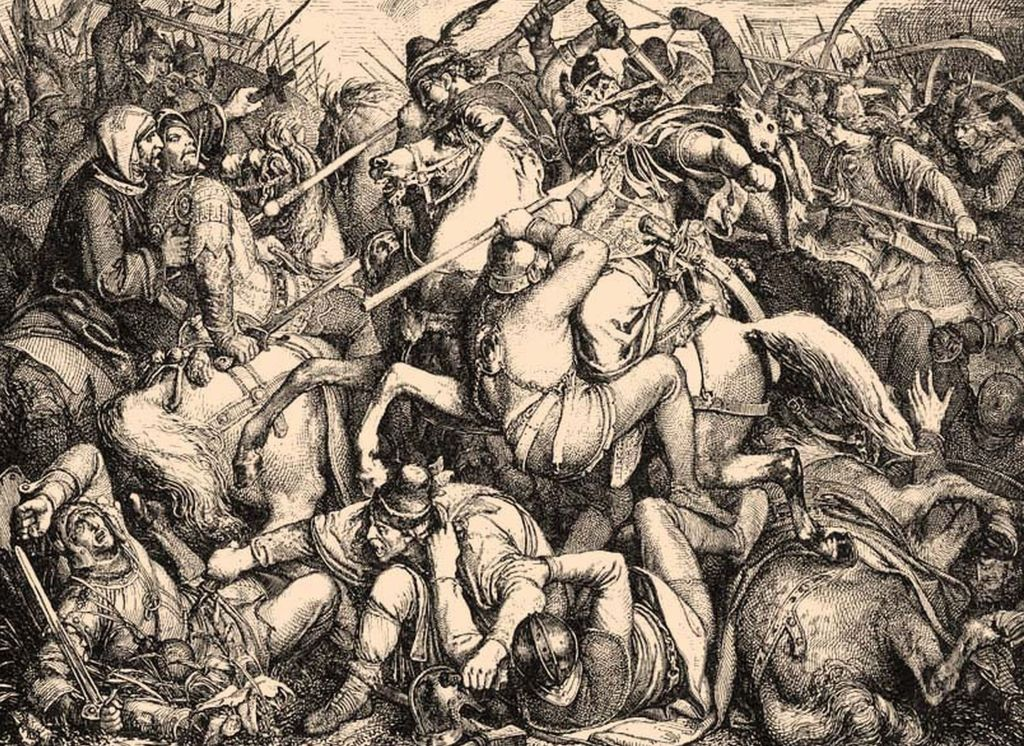
Die Schlacht bei Pressburg
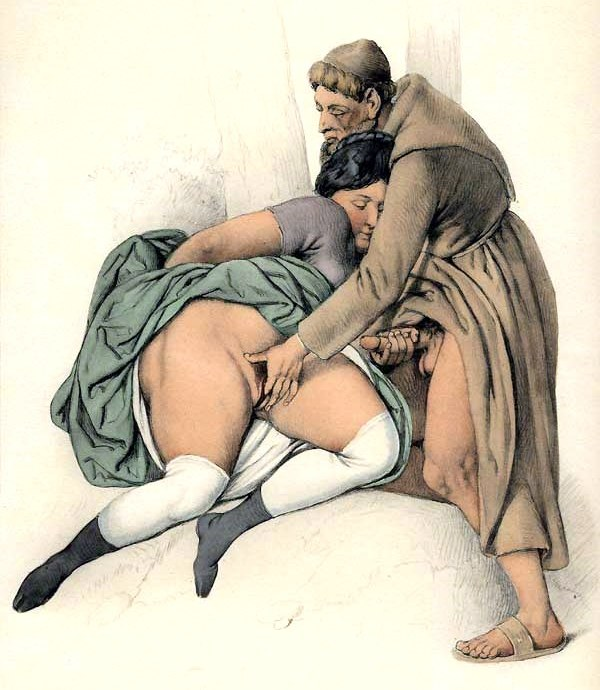
Aquarell 1840
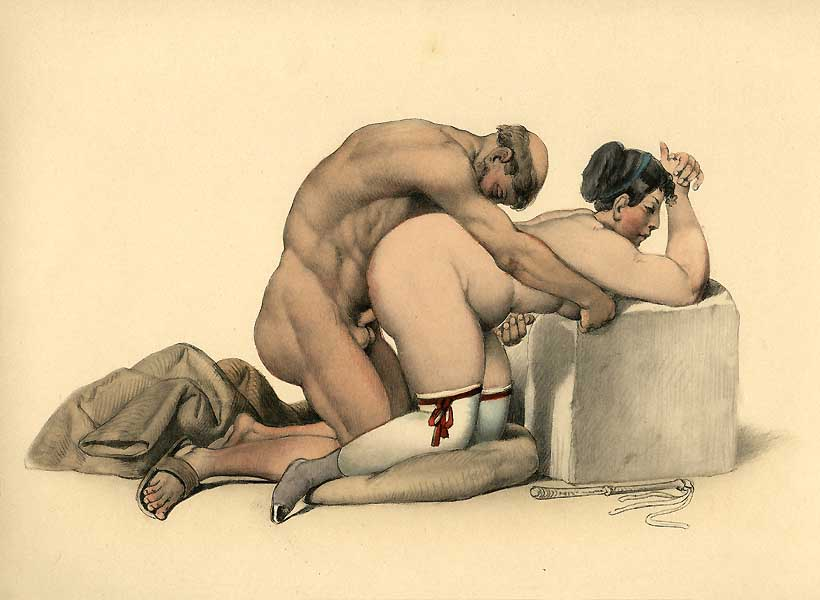
Aquarell 1840